# Cetancodontamorpha
Cetancodontamorpha (лат.) — тотальная группа в составе отряда китопарнокопытных (Cetartiodactyla), включающая кроновую группу Whippomorpha, или Cetancodonta (китообразные и бегемотовые), и все вымершие таксоны, более близкие к её представителям, чем к любым другим ныне живущим таксонам. Классифицируется как одна из двух подгрупп китожвачных (Cetruminantia); вторая — Ruminantiamorpha — является тотальной группой по отношению к кроновой группе жвачных (Ruminantia).

## Систематика

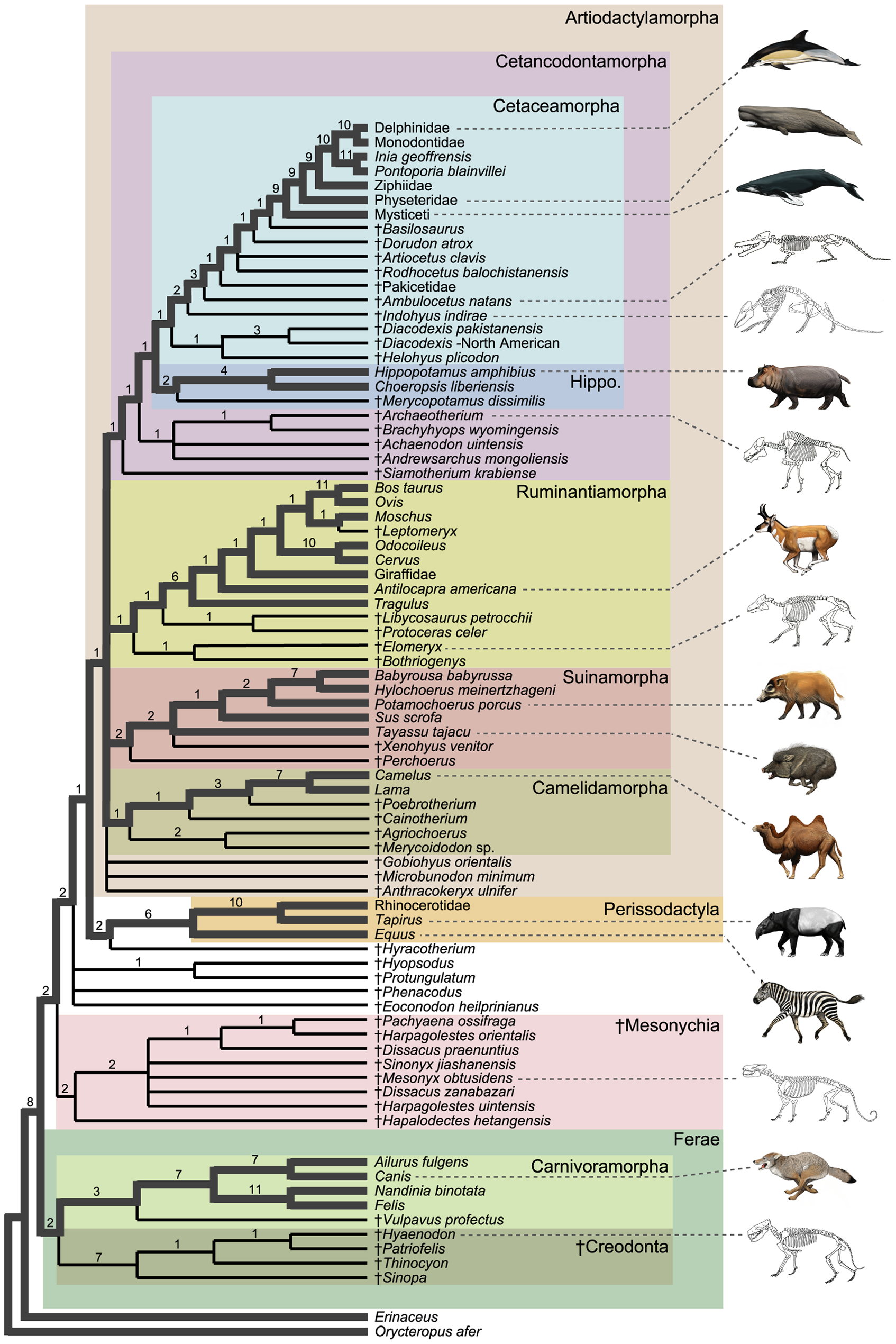
Кладограмма согласно филогенетическому анализу М. Сполдинга и коллег (2019)

Таксон был введён М. Сполдингом и коллегами в 2009 году. Название Cetancodontamorpha образовано от названия дочернего таксона Cetancodonta, которое, в свою очередь, происходит от названий входящих в него инфраотрядов Cetacea (китообразные) и Ancodonta (анкодонты; бегемоты и родственники); окончание -morpha («-образные») относится к большей инклюзивности Cetancodontamorpha. Тем не менее, само выделение Cetancodonta Arnason et al., 2000 является спорным вопросом, поскольку название Whippomorpha Waddell et al., 1999 было введено для обозначения в точности такого же таксона на год раньше и, следовательно, имеет приоритет.
Филогенетический анализ М. Сполдинга и коллег (2019) восстановил Siamotherium, Achaenodon, эндрюсарха (Andrewsarchus) и энтелодонтов (Entelodontidae) как стволовых Cetancodontamorpha, не относящихся к кроновым Cetancodonta.
При использовании разных методик А. Хассанин и коллеги (2012) получили следующие возможные даты дивергенции китожвачных на клады Ruminantiamorpha и Cetancodontamorpha: 69,7 млн лет назад (значение BD-SOFT), 69,0 млн лет назад (значение BD-HARD) и 55,1 млн лет назад (значение UNI-HARD). Таким образом, возникновение Cetancodontamorpha приходится на маастрихтский век верхнемеловой эпохи, либо на ранний палеоцен.